# Андерс Гольмертц
Андерс Гольмертц  (швед. Anders Holmertz, 1 грудня 1968) — шведський плавець, олімпійський медаліст. 

## Виступи на Олімпіадах
| Олімпіада         | Дисципліна                             | Місце |
| ----------------- | -------------------------------------- | ----- |
| Лос-Анджелес 1984 | плавання на 200 метрів вільним стилем  | 12    |
| Лос-Анджелес 1984 | плавання на 400 метрів вільним стилем  | 23    |
| Лос-Анджелес 1984 | плавання на 1500 метрів вільним стилем | 22    |
| Лос-Анджелес 1984 | естафета 4 × 200 вільним стилем        | 6     |
| Сеул 1988         | плавання на 200 метрів вільним стилем  | 2     |
| Сеул 1988         | плавання на 400 метрів вільним стилем  | 8     |
| Сеул 1988         | естафета 4 × 200 вільним стилем        | 6     |
| Барселона 1992    | плавання на 200 метрів вільним стилем  | 2     |
| Барселона 1992    | плавання на 400 метрів вільним стилем  | 3     |
| Барселона 1992    | естафета 4 × 100 вільним стилем        | 5     |
| Барселона 1992    | естафета 4 × 200 вільним стилем        | 2     |
| Атланта 1996      | плавання на 200 метрів вільним стилем  | 5     |
| Атланта 1996      | плавання на 400 метрів вільним стилем  | 5     |
| Атланта 1996      | естафета 4 × 100 вільним стилем        | 7     |
| Атланта 1996      | естафета 4 × 200 вільним стилем        | 2     |

## Зовнішні посилання
- Досьє на sport.references.com [Архівовано 12 січня 2010 у Wayback Machine.]